# Kista Rock
Kista Rock är en kulle i Antarktis. Den ligger i Östantarktis. Australien gör anspråk på området.
Terrängen runt Kista Rock är huvudsakligen platt, men västerut är den kuperad. Havet är nära Kista Rock åt nordost. Trakten är obefolkad. Det finns inga samhällen i närheten.